# Nagyszénás
Nagyszénás è un comune dell'Ungheria di 5 739 abitanti (dati 2001) . È situato nella contea di Békés.